# Vivianne Härri
 (mars 2022).
 (mars 2022).
La mise en forme du texte ne suit pas les recommandations de Wikipédia : il faut le « wikifier ».
Les points d'amélioration suivants sont les cas les plus fréquents. Le détail des points à revoir est peut-être précisé sur la page de discussion.
- Les titres sont pré-formatés par le logiciel. Ils ne sont ni en capitales, ni en gras.
- Le texte ne doit pas être écrit en capitales (les noms de famille non plus), ni en gras, ni en italique, ni en « petit »…
- Le gras n'est utilisé que pour surligner le titre de l'article dans l'introduction, une seule fois.
- L'italique est rarement utilisé : mots en langue étrangère, titres d'œuvres, noms de bateaux, etc.
- Les citations ne sont pas en italique mais en corps de texte normal. Elles sont entourées par des guillemets français : « et ».
- Les listes à puces sont à éviter, des paragraphes rédigés étant largement préférés. Les tableaux sont à réserver à la présentation de données structurées (résultats, etc.).
- Les appels de note de bas de page (petits chiffres en exposant, introduits par l'outil «  Source ») sont à placer entre la fin de phrase et le point final[comme ça].
- Les liens internes (vers d'autres articles de Wikipédia) sont à choisir avec parcimonie. Créez des liens vers des articles approfondissant le sujet. Les termes génériques sans rapport avec le sujet sont à éviter, ainsi que les répétitions de liens vers un même terme.
- Les liens externes sont à placer uniquement dans une section « Liens externes », à la fin de l'article. Ces liens sont à choisir avec parcimonie suivant les règles définies. Si un lien sert de source à l'article, son insertion dans le texte est à faire par les notes de bas de page.
- La présentation des références doit suivre les conventions bibliographiques. Il est recommandé d'utiliser les modèles {{Ouvrage}}, {{Chapitre}}, {{Article}}, {{Lien web}} et/ou {{Bibliographie}}. Le mode d'édition visuel peut mettre en forme automatiquement les références.
- Insérer une infobox (cadre d'informations à droite) n'est pas obligatoire pour parachever la mise en page.

Pour une aide détaillée, merci de consulter Aide:Wikification.
Si vous pensez que ces points ont été résolus, vous pouvez retirer ce bandeau et améliorer la mise en forme d'un autre article.
Vivianne Härri, née le 8 septembre 1999 à Giswil, est une skieuse alpine suisse spécialisée en slalom géant.
Championne de Suisse du combiné en 2018 et championne de Suisse du géant en 2020.

## Biographie
Elle commence le ski à l'âge de 2 ans puis intègre l'école de ski locale. Elle prend vite goût à la compétition. Elle monte déjà sur la plus haute marche du podium à l'âge de seulement quatre ans lors de la 10ème Minicup sur la Mörlialp de Giswil.
Elle fréquente l'école secondaire de sport d'Engelberg, une filière sport-études habituelle pour les jeunes talents du ski suisse, et obtient sa maturité en 2019. Son objectif professionnel est de devenir médecin ou pilote de la Rega.
Elle annonce sa retraite sportive en janvier 2024.

### Les débuts
Entre 2008 et 2013, Vivianne Härri monte chaque année sur le podium de la finale du Grand Prix Migros dans au moins une discipline, pratiquement toujours qualifiée pour les finales en remportant les courses éliminatoires. Pendant deux ans, de 2013 à 2015, elle accumule les problèmes de santé, d'abord une blessure au genou puis avec une maladie virale qui l'immobilise pendant plusieurs mois en enfin une blessure à l'épaule au moment où elle devait reprendre  la compétition en février 2015.

### Saison 2015-2016
L’Obwaldienne se casse le poignet à la fin de l'année 2015, avant le début de sa première saison FIS. Elle dispute finalement sa première course FIS le 13 janvier 2016 lors du slalom d'Adelboden. Elle se place pour la première fois dans les 15 premières moins de deux mois plus tard en finissant la descente de Stoos du 11 mars 2016 à la 14ème place. Le 2 avril 2016, elle obtient son premier top10 avec la 6ème place du géant de Monte Pora.

### Saison 2016-2017: débuts en Coupe d'Europe
Les résultats sont de manière générale moins brillants en début de saison, si ce n'est une 16ème et une 15ème place en géant à Veysonnaz et une 20ème en slalom à Lenzerheide. En janvier 2017, elle se met en évidence lors des épreuves de vitesse d'Innerkrems : 15ème et 11ème en descente puis 19ème et 28ème en Super G. Elle débute en Coupe d'Europe le 24 janvier lors de la descente de Davos et prend le départ de quatre courses en tout dans les Grisons. Elle réussit encore quelques top20 sur le circuit FIS dans la fin de saison et termine à la 15ème place de la descente des championnats de Suisse remportée par Corinne Suter.

### Saison 2017-2018: championne de Suisse du combiné
Cette saison est consacrée entièrement aux courses FIS qu'elle termine le plus souvent dans le top15. La première moitié de la saison est marquée par sa 5ème place dans le Super G de Zinal en novembre. Elle remporte sa première course FIS le 8 janvier 2018, un géant à La Lenk, avant de réussir encore plusieurs top10 jusqu'à la fin de la saison. Aux championnats de Suisse en avril, elle prend la 10ème place de la descente remportée par Priska Nufer et devient surtout championne de Suisse du combiné. "Ce titre signifie énormément pour moi", déclare-t-elle dans les médias.

### Saison 2018-2019: dans le top30 en Coupe d'Europe
Son titre de championne de Suisse lui permet d'intégrer le cadre C de Swiss-Ski au démarrage de cette saison. Le 29 janvier 2019, elle réussit pour la première fois à terminer dans le top30 en Coupe d'Europe lors des trois épreuves organisées ce jour-là aux Diablerets. En fin de saison, elle monte deux fois sur le podium lors des géants FIS de Meiringen.

### Saison 2019-2020: dans le top5 en Coupe d'Europe
Deux bons résultats (6ème et 4ème) dès l'ouverture de la saison aux géants FIS d'Arosa lui permettent de retrouver la Coupe d'Europe en décembre. Alignée en Super G, elle termine notamment 15ème à Kvitfjell et 14ème à St-Moritz. L'année se finit sur une 2ème place au géant FIS de Laax. Sa première course de 2020 à La Lenk lui permet de devenir championne de Suisse juniors de géant et le lendemain elle remporte le géant FIS sur la même piste. Elle se met ensuite en évidence à St-Anton et terminant les descentes d'abord à la 11ème place, puis à la 5ème place pour son premier top10 à ce niveau. Poursuivant son programme en Coupe d'Europe, les résultats sont ensuite moins brillants, si on excepte peut-être une 14ème place au Super G de Crans-Montana. Elle met un terme à sa saison après les Mondiaux juniors de Narvik où sa meilleure performance est une 9ème place en descente.

### Saison 2020-2021: championne de Suisse de géant et débuts en Coupe du Monde
La saison débute par un titre de championne de Suisse de géant devant Simone Wild. Après deux 4ème place en géant FIS, elle dispute quelques épreuves de Coupe d'Europe. En janvier, elle prend la 2ème place du slalom des championnats de Suisse M18 mais, ayant dépassé la limite d'âge, n'était pas en lice pour le titre. Quelques jours plus tard, elle prend la 13ème place de la descente de Coupe d'Europe de Crans-Montana et finit le mois de janvier à La Thuile avec une 11ème et une 4ème place en géant FIS. Elle se concentre à la Coupe d'Europe en février et se met surtout en évidence en géant, notamment deux fois 13ème à Berchtesgaden puis 7ème et 11ème à Livigno. Le 7 mars 2021, elle prend son premier départ en Coupe du Monde lors du géant de Jasná et signe un très bon temps intermédiaire à la moitié de la première manche avant de sortir du tracé.

### Saison 2021-2022: premier top15 en Coupe du Monde
Cette saison est pour Vivianne Härri celle de l'affirmation en Coupe d'Europe, de convocations régulières en Coupe du Monde et de sa spécialisation en géant.
Elle reprend la compétition à Sölden pour le géant d'ouverture de la Coupe du Monde. Elle est ensuite dans le top30 en Coupe d'Europe tant au géant de Mayrhofen qu'aux deux Super G (les seuls qu'elle dispute durant cette saison) de Zinal. Le tournant de sa saison survient en Coupe d'Europe à Andalo où elle prend la 11ème place d'un premier géant et surtout la 5ème place du second marqué par un doublé suisse de Camille Rast et Selina Egloff. Fin décembre, elle prend part à trois géants de Coupe du Monde, sans toutefois parvenir à se qualifier pour la seconde manche.
L'année 2022 débute par son premier top30 en Coupe du Monde à Kranjska Gora le 8 janvier, obtenant la 27ème place alors qu'une grosse faute en fin de seconde manche lui fait perdre près d'une seconde. La semaine suivante, elle monte pour la première fois sur un podium de Coupe d'Europe avec une 3ème place au géant d'Orcières-Merlette, suivie d'une 8ème le lendemain lors du second géant. Elle retrouve la Coupe du Monde fin janvier à Kronplatz sans pouvoir se qualifier pour la seconde manche. Février débute avec une 12ème place à Kopaonik, suivi d'un week-end faste à Maribor. En Slovénie, elle réussit la 5ème place le samedi avant de signer le lendemain son meilleur résultat en Coupe d'Europe avec la 2ème place, à 3 petits centièmes de Lisa Nyberg. Elle est alors conviée pour les deux derniers géants de la saison de Coupe du Monde et prend la 24ème place à Lenzerheide puis son meilleur résultat à ce niveau avec la 14ème place à Åre, remontant depuis la 29ème place obtenue sur le premier tracé avec le dossard 45 grâce au deuxième meilleur temps de la seconde manche, reprenant même plus d'une seconde à Petra Vlhová, la gagnante du jour,,. Certains saluent sa solide performance en soulignant qu'aucune des toutes les skieuses classées n'ont un dossard plus élevé qu'elle et n'hésitent pas à assurer qu'elle sera sans aucun doute particulièrement à suivre la saison prochaine. Elle dispute ensuite le géant des finales de la Coupe d'Europe à Soldeu et contribue avec sa 3ème place à un triplé suisse de prestige derrière Simone Wild et Jasmina Suter. 2ème du classement de la spécialité, elle obtient ainsi une place fixe en Coupe du monde l’hiver prochain,.

## Palmarès

### Coupe du Monde
- Premier départ : 7 mars 2021, géant de Jasná, DNF1
- Première fois dans les points (top30) : 8 janvier 2022, géant de Kranjska Gora, 27ème
- Meilleur résultat : 14ème, géant d'Åre, 11 mars 2022

| Saison/Classement | Général | Général | Géant  | Géant  |
| Saison/Classement | Class.  | Points  | Class. | Points |
| ----------------- | ------- | ------- | ------ | ------ |
| 2020-2021         | -       | -       | -      | -      |
| 2021-2022         | 92e     | 29      | 36e    | 29     |

### Coupe d'Europe
- Premier départ : 24 janvier 2017, descente de Davos, 45ème
- Première fois dans les points (top30) : 29 janvier 2019, Super G des Diablerets, 23ème
- Premier top10 et premier top5 : 22 janvier 2020, descente de St.Anton, 5ème
- Premier podium : 15 janvier 2022, géant de Orcières-Merlette, 3ème
- Meilleur résultat : 2ème, géant de Maribor, 13 février 2022

| Saison/Classement | Général | Général | Descente | Descente | Super G | Super G | Géant  | Géant  | Combiné | Combiné |
| Saison/Classement | Class.  | Points  | Class.   | Points   | Class.  | Points  | Class. | Points | Class.  | Points  |
| ----------------- | ------- | ------- | -------- | -------- | ------- | ------- | ------ | ------ | ------- | ------- |
| 2016-2017         | -       | -       | -        | -        | -       | -       | -      | -      | -       | -       |
| 2017-2018         | -       | -       | -        | -        | -       | -       | -      | -      | -       | -       |
| 2018-2019         | 143e    | 21      | -        | -        | 48e     | 13      | -      | -      | 34e     | 8       |
| 2019-2020         | 46e     | 154     | 16e      | 91       | 22e     | 63      | -      | -      | -       | -       |
| 2020-2021         | 48e     | 145     | 30e      | 22       | 31e     | 21      | 26e    | 102    | -       | -       |
| 2021-2022         | 13e     | 387     | -        | -        | 42e     | 12      | 2e     | 375    | -       | -       |

### Championnats du monde juniors
| Édition / Épreuve | Descente | Super-G | Slalom géant | Combiné |
| ----------------- | -------- | ------- | ------------ | ------- |
| Narvik 2020       | 21e      | 9e      | 31e          | DNF1    |

### Championnats de Suisse
Championne de Suisse du combiné 2018
 Championne de Suisse du géant  2020